# Dasycyptus dimus
Dasycyptus dimus là một loài nhện trong họ Salticidae.
Loài này thuộc chi Dasycyptus. Dasycyptus dimus được Eugène Simon miêu tả năm 1902.